# 郭家坳街街道
郭家坳街街道，是中华人民共和国四川省自贡市自流井区下辖的一个乡镇级行政单位。

## 行政区划
郭家坳街街道下辖以下地区：
光大街社区、源渊井社区、大来井社区、桌子山社区、核桃湾社区、火井沱社区、路边井社区和大湾井社区。